# Challenger de Drummondville 2023
Il Challenger de Drummondville 2023, noto come Challenger Banque Nationale de Drummondville per motivi di sponsorizzazione, è stato un torneo maschile di tennis professionistico giocato sul cemento indoor. È stata la 16ª edizione del torneo, facente parte della categoria Challenger 75 nell'ambito dell'ATP Challenger Tour 2023. Si è giocato al Tennis intérieur René-Verrier di Drummondville, in Canada, dal 13 al 19 novembre 2023.

## Partecipanti

### Teste di serie
| Nazionalità | Giocatore        | Ranking* | Testa di serie |
| ----------- | ---------------- | -------- | -------------- |
| Germania    | Dominik Koepfer  | 71       | 1              |
| Australia   | James Duckworth  | 113      | 2              |
| Francia     | Benoît Paire     | 124      | 3              |
| Canada      | Gabriel Diallo   | 133      | 4              |
| Regno Unito | Ryan Peniston    | 178      | 5              |
| Belgio      | Zizou Bergs      | 180      | 6              |
| Canada      | Alexis Galarneau | 187      | 7              |
| Tunisia     | Aziz Dougaz      | 242      | 8              |

* Ranking al 6 novembre 2023.

### Altri partecipanti
I seguenti giocatori hanno ricevuto una wild card per il tabellone principale:
- Juan Carlos Aguilar
- Justin Boulais
- Dan Martin

Il seguente giocatore è entrato in tabellone come special exempt:
- Liam Draxl

I seguenti giocatori sono passati dalle qualificazioni:
- Giles Hussey
- Colin Markes
- Luca Wiedenmann
- Alexander Kotzen
- Benjamin Thomas George
- Kiranpal Pannu

Il seguente giocatore è entrato in tabellone come lucky loser:
- Olaf Pieczkowski

## Punti e montepremi
| Torneo    | Torneo              | V      | F     | SF    | QF    | 2T    | 1T  | Q | Q2  | Q1  |
| Singolare | Punti               | 75     | 50    | 30    | 16    | 7     | 0   | 4 | 2   | 0   |
| Singolare | Premi in denaro ($) | 10,840 | 6,355 | 3,780 | 2,200 | 1,300 | 780 | – | 390 | 200 |
| Doppio    | Punti               | 75     | 50    | 30    | 16    | –     | 0   | – | –   | –   |
| Doppio    | Premi in denaro ($) | 4,645  | 2,700 | 1,630 | 965   | –     | 545 | – | –   | –   |

## Campioni

### Singolare
Zizou Bergs ha sconfitto in finale  James Duckworth con il punteggio di 6–4, 7–5.

### Doppio
André Göransson /  Toby Samuel hanno sconfitto in finale  Liam Draxl /  Giles Hussey con il punteggio di 6(2)–7, 6–3, [10–8].